# Mumbai
Mumbai (tiếng Marathi: मुंबई Muṃbaī, IPA: /'mumbəi/ⓘ), trước đây được gọi là Bombay, là thủ phủ của bang Maharashtra, là thành phố đông dân nhất Ấn Độ, và theo một số cách tính toán là thành phố đông dân nhất thế giới với một dân số ước tính khoảng 22 triệu người (thời điểm năm 2019). Mumbai tọa lạc trên đảo Salsette, ngoài bờ tây của Maharashtra. Cùng với các ngoại ô xung quanh, nó tạo thành một vùng đô thị đông dân thứ 6 thế giới với dân số khoảng 20 triệu người. Vị trí này của Mumbai ước tính có thể nhảy lên thứ 4 thế giới năm 2015 do tỷ lệ tăng dân số hàng năm là 2,2%. Thành phố này có một bến cảng sâu tự nhiên và cảng này đã phục vụ hơn một nửa lượng khách đường thủy và một số lượng đáng kể hàng hóa thông qua.
Mumbai là thủ đô thương mại và giải trí của Ấn Độ, là nơi có nhiều tổ chức tài chính quan trọng, như Ngân hàng Dự trữ Ấn Độ (RBI), Sở giao dịch Chứng khoán Bombay (BSE), Sở Giao dịch Chứng khoán Quốc gia Ấn Độ (NSE) và là nơi đóng trụ sở của nhiều công ty Ấn Độ. Mumbai đã thu hút người nhập cư từ khắp nơi trên đất nước Ấn Độ do thành phố này có nhiều cơ hội kinh doanh và mức sống, khá cao khiến cho thành phố là một "nồi lẩu thập cẩm" của nhiều cộng đồng dân cư và các nền văn hóa. Thành phố là nơi trụ sở ngành điện ảnh và truyền hình tiếng Hindi, được biết đến với tên gọi Bollywood. Mumbai cũng là một trong những thành phố hiếm hoi có một vườn quốc gia, Vườn quốc gia Sanjay Gandhi, nằm trong địa phận của thành phố.

## Tên gọi
Tên gọi Mumbai là một eponym, về mặt từ nguyên lấy từ từ Mumba hoặc Maha-Amba— tên của vị nữ thần Hindu Mumbadevi, và Aai — mẹ của Marathi. Tên trước đây Bombay có nguồn gốc từ thế kỷ 16 khi người Bồ Đào Nha đến khu vực này và gọi khu vực này với nhiều tên gọi khác nhau mà cuối cùng được chốt lại với cách viết Bombaim, hiện vẫn đang được sử dụng phổ biến trong tiếng Bồ Đào Nha. Sau khi Anh giành được quyền kiểm soát vào thế kỷ 17, tên gọi này được Anh hóa thành Bombay, dù thành phố này được biết đến với tên gọi Mumbai hay Mambai cho đến tên Marathi đối những người nói tiếng Gujarati, và tên gọi Bambai trong tiếng Hindi, Urdu, và Ba Tư. Tên gọi vẫn được chính thức đổi thành Mumbai năm 1995, nhưng tên cũ vẫn đang được người dân thành phố và nhiều thể chế nổi tiếng sử dụng rộng rãi.
Một sự giải thích rộng rãi nguồn gốc tên gọi bằng tiếng Anh truyền thống Bombay cho rằng từ này xuất phát từ tên bằng tiếng Bồ Đào Nha có nghĩa là vịnh tốt. Điều này dựa trên thực tế là bom trong tiếng Bồ Đào Nha là tốt còn từ tiếng Anh vịnh tương tự như từ tiếng Bồ Đào Nha baía (bahia trong cách viết cũ). Tuy nhiên, tiếng Bồ Đào Nha thì vịnh tốt phải viết là bahia boa chứ không phải viết sai ngữ pháp thành bom bahia.
Các nguồn khác có một nguồn gốc xuất xứ của toponym tiếng Bồ Đào Nha Bombaim. Dicionário Onomástico Etimológico da Língua Portuguesa ("Từ điển Tên riêng và Từ nguyên học") của José Pedro Machado cho rằng có lẽ tên gọi tiếng Bồ Đào Nha đầu tiên về vùng đất này từ năm 1516, là Benamajambu hay Tena-Maiambu, chỉ ra rằng "maiambu"' dường như chỉ Mumba-Devi, vị nữ thần Hindu sau khi nơi này được đặt tên bằng tiếng Marathi (Mumbai). Trong cùng thế kỷ, cách viết này đã biến thành Mombayn (1525) và sau đó là Mombaim (1563). Cách viết cuối cùng Bombaim xuất hiện cuối thế kỷ 16, như đã được ghi chép bởi Gaspar Correia trong tác phẩm của mình Lendas da Índia ("Các huyền thoại Ấn Độ"). J.P. Machado dường như bác bỏ giả thuyết "Bom Bahia", xác nhận rằng các ghi chép của Bồ Đào Nha đề cập sự hiện diện của một vịnh ở nơi này đã dẫn đến việc người Anh cho rằng danh từ (bahia, "bay") là một phần không thể tách rời của tên đất theo tiếng Bồ Đào Nha, do đó tên gọi Bombay trong tiếng Anh phỏng theo tiếng Bồ Đào Nha.

## Lịch sử

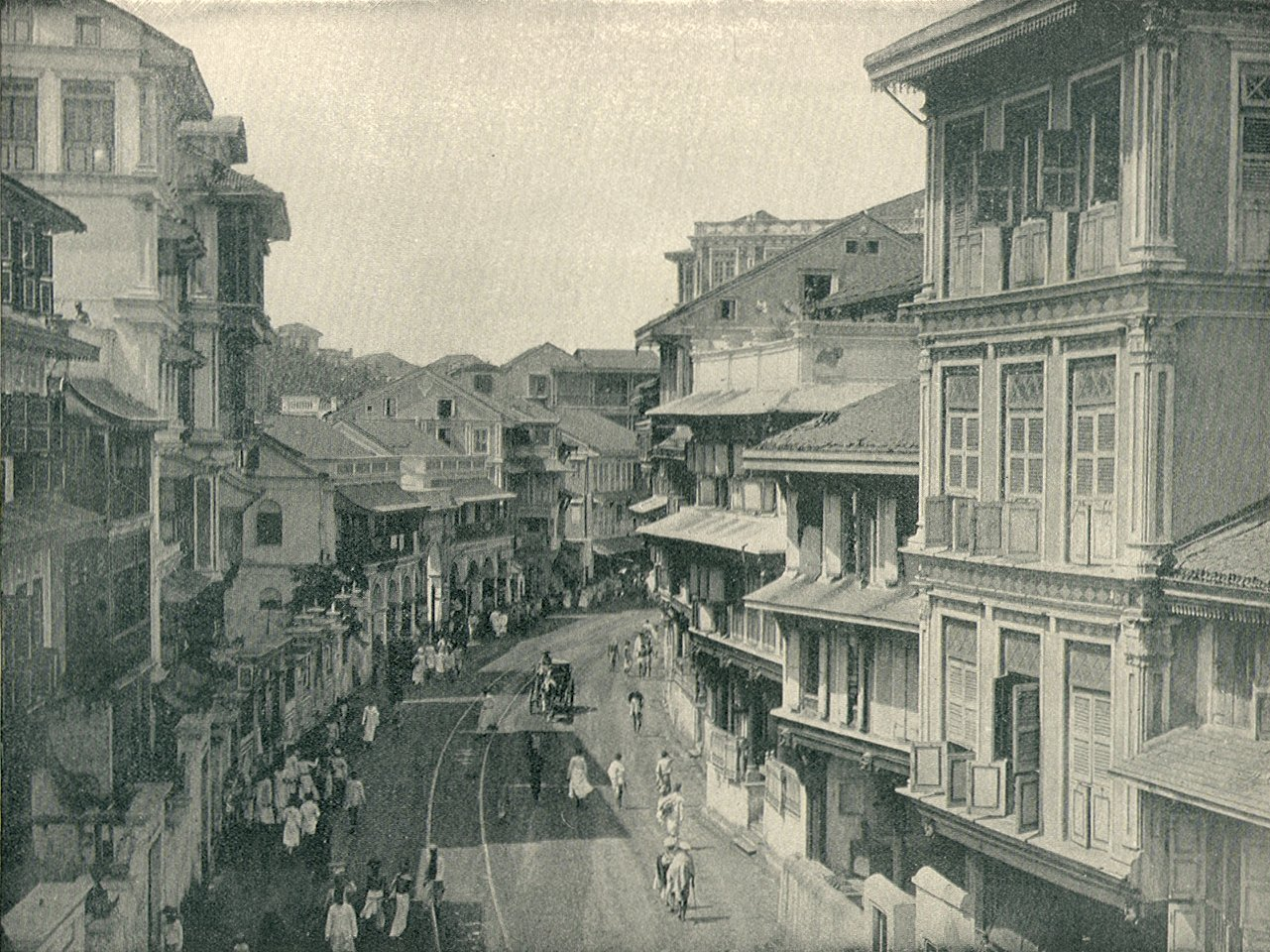
Đường Kalbadevi trong thập niên 1890, một con đường quan trọng của thành phố.

Mumbai hiện này ban đầu là một quần đảo bao gồm bảy hòn đảo.
Các hiện vật được tìm thấy gần Kandivali, ở phía Bắc Mumbai cho thấy các đảo này đã có người ở từ Thời kỳ Đồ Đá. Các chứng cứ bằng tài liệu ghi chép được về sự sinh sống của loài người ở đây có niên đại đến năm 250 trước Công nguyên, khi nó được biết đến với tên Heptanesia (Ptolemy) (tiếng Hy Lạp cổ: Một cụm 7 hòn đảo). Vào thế kỷ thứ 3 trước Công nguyên, các đảo này đã tạo thành một phần của Đế quốc Maurya, do một hoàng đế theo Phật giáo trị vì, Aşoka. Trong những thế kỷ đầu sau Công nguyên, việc kiểm soát Mumbai đã bị tranh chấp giữa các phó vương phía Tây (Western Satraps) Indo-Scythianvà Satavahanas. Những người cai trị Hindu của triều đại Silhara sau đó đã cai trị các đảo này cho đến năm 1343, khi vương quốc Gujarat đã thôn tín họ. Một trong những dinh tự cổ nhất của quần đảo này là Các động Elephanta và quần thể đền Walkeshwar có niên đại trong thời kỳ này.
Năm 1534, người Bồ Đào Nha đã chiếm các đảo từ Bahadur Shah của Gujarat. Họ đã nhượng cho Charles II của Anh năm 1661, làm của hồi môn cho Catherine de Braganza. Những hòn đảo này sau đó lại được cho Cồng ty Đông Ấn thuộc Anh thuê năm 1668 với giá thuê 10 £10 mỗi năm. Công ty này thấy bến cảng nước sâu này bên bờ biển phía Đông của các hòn đảo là nơi lý tưởng để xây cảng đầu tiên của họ ở tiểu lục địa Ấn Độ. Dân số đã tăng lên nhanh chóng từ 10.000 năm 1661, lên 60.000 năm 1675; Năm 1687, Công ty Đông Ấn Anh đã chuyển trụ sở của mình từ Surat đến Bombay. Thành phố này cuối cùng đã trở thành thủ phủ hành chính của Quận Bombay.
Từ năm 1817 trở về sau, thành phố đã được tạo lại hình dáng với các dự án xây dựng dân dụng với mục đích sáp nhập tất cả các hòn đảo ở quần đảo vào một khối đơn nhất. Dự án với tên gọi Hornby Vellard, đã được hoàn thành năm 1845, và dẫn đến tổng diện tích của khu vực phình ra đến 438 km². Năm 1853, tuyến đường sắt hành khách đầu tiên đã được thiết lập, nối Bombay với thị xã Thane. Trong thời kỳ Nội chiến Hoa Kỳ (1861–1865), thành phố này đã trở thành thị trường mua bán bông chính của thế giới, dẫn đến một sự bùng nổ kinh tế và kết quả là tăng tầm vóc của thành phố. Việc khai trương Kênh đào Suez năm 1869 đã chuyển Bombay thành một trong những hải cảng lớn nhất thế giới bên bờ Biển Ả Rập.

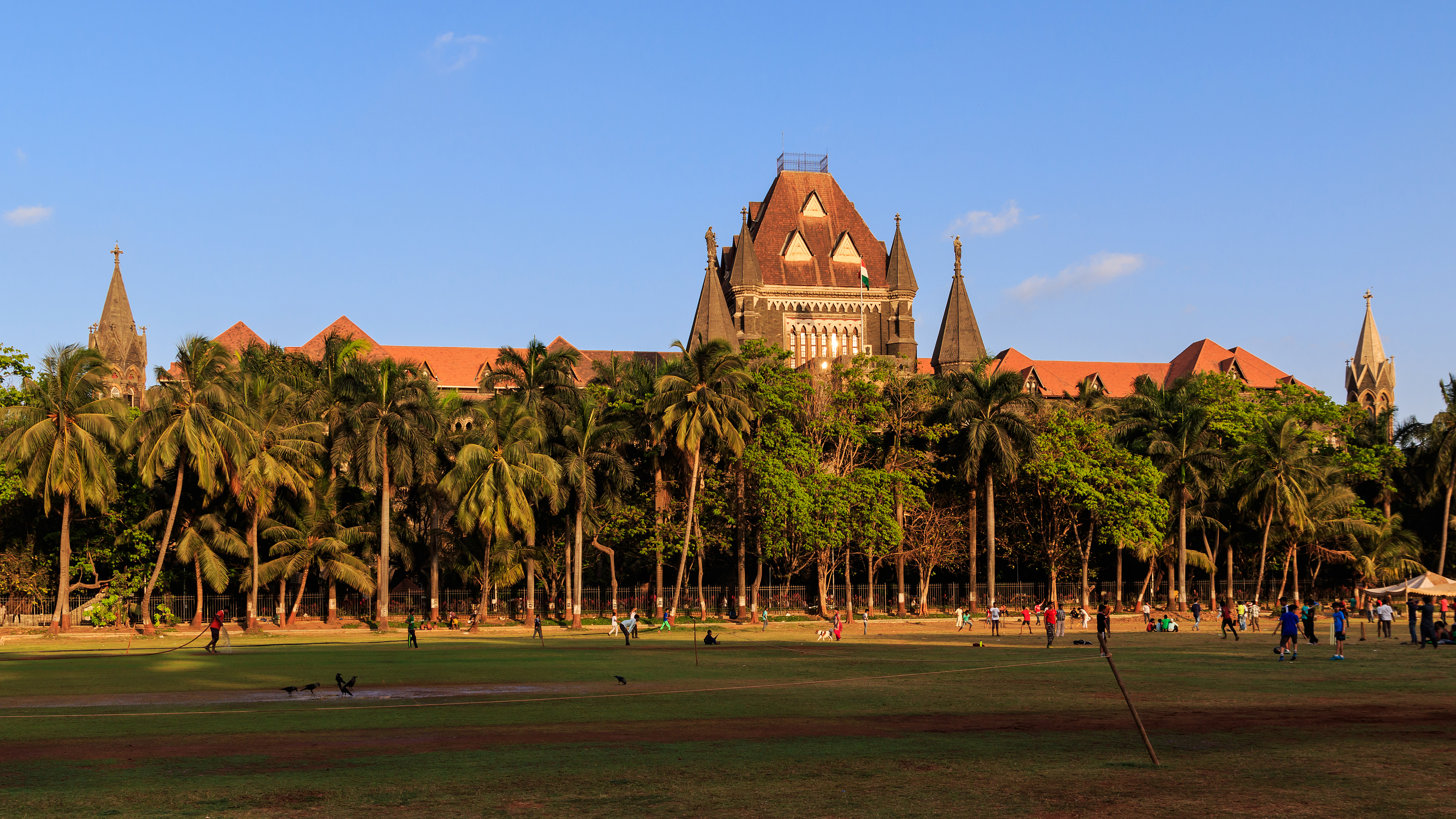
Bombay High Court là một ví dụ lịch sử của thời kỳ thuộc địa Anh ở Mumbai

Trong 30 năm sau, thành phố đã phát triển thành một trung tâm đô thị lớn, được thúc đẩy bởi một sự cải thiện hạ tầng cơ sở và việc xây dựng nhiều định chế của thành phố. Dân số của thành phố đã lên đến 1 triệu người năm 1906, khiến nó trở thành thành phố lớn thứ hai Ấn Độ, sau Calcutta. Là thủ phủ của Quận Bombay, thành phố này là cơ sở chính của Phong trào Độc lập Ấn Độ, với Phong trào Trả lại Ấn Độ do Mahatma Gandhi kêu gọi năm 1942 là sự kiện rubric nhất. Sau khi Ấn Độ giành được độc lập năm 1947, thành phố đã trở thành thủ phủ của Bang Bombay. Năm 1950 thành phố mở rộng ranh giới ra như ranh giới hiện nay bằng cách sáp nhập các khu vực của các hòn đảo Salsette nằm ở phía Bắc.
Sau năm 1955, khi Bang Bombay được tổ chức lại theo ranh giới ngôn ngữ của các bang Maharashtra và Gujarat, đã có một yêu cầu rằng thành phố phải được thiết lập thành một bang-thành phố tự trị. Tuy nhiên, phong trào Samyukta Maharashtra đã phản đối yêu cầu này và khăng khăng đòi Bombay/Mumbai được công bố là thủ phủ của Maharashtra. Theo những cuộc tuần hành phản đối mà đã có 105 người bị cảnh sát bắn chết, bang Maharashtra đã được thành lập với Bombay là thủ phủ vào ngày 1 tháng 5 năm 1960.
Cuối thập niên 1970, Bombay trải qua một thời kỳ bùng nổ về xây dựng và một luồng dân di cư đáng kể và Bombay đã vượt qua Kolkata để trở thành thành phố đông dân nhất Ân Độ. Điều này đã dẫn đến việc tạo ra Shiv Sena, một đơn vị chính trị bảo vệ quyền của những 'con trai của đất' năm 1966. Các công trình cổ của thành phố đã bị phá tan tành trong năm 1992/93, sau một cuộc bạo loạn phe phái gây ra tổn thất lơn về sinh mạng và tài sản. Một vài tháng sau, ngày 12 tháng 3 năm 1993, các vụ đánh bom đồng loạt vào các công trình nổi bật của thành phố bởi thế giới ngầm Mumbai đã giết chết khoảng 300 người. Năm 1995, thành phố đã được chính quyền Maharashtra của đảng Shiv Sena đổi tên thành Mumbai, với mục đích duy trì chính sách đổi tên các thể chế thời thuộc địa theo các tên gọi lịch sử địa phương. Đã có các vụ đánh bom nhằm vào các xe bus vận chuyển công cộng trong vài năm qua. Năm 2006, Mumbai cũng là một địa điểm của một vụ khủng bố lớn trong đó hơn 200 người bị giết chết khi nhiều quả bom đã phát nổ hầu như đồng thời ở Tuyến tàu hỏa Ngoại ô Mumbai.

## Địa lý

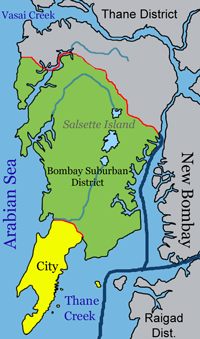
Thành phố bao gồm nội thành và ngoại thành.

Mumbai tọa lạc tại đảo Salsette nằm ở cửa sông Ulhas ngời bờ biển phía Tây của Ấn Độ, ở vùng duyên hải gọi là Konkan. Phần lớn đất Mumbai ngang mực nước biển, và độ cao trung bình dao động từ 10–15 m. Phần phía Bắc của Mumbai thì đồi núi, điểm cao nhất của thành phố là 450 m (1.450 feet). Mumbai có diện tổng diện tích 468 km² (169 mi²).
Có 5 hồ cung cấp nước cho Mumbai, đó là các hồ Vihar, Vaitarna, Powai, Tulsi và Tansa. Ban hồ nằm bên trong ranh giới của thành phố là hồ Tulsi, hồ Vihar và hồ Powai. Hai hồ đầu tiên nằm bên trong Vườn quốc gia Borivali, và cung cấp một phần nước uống cho thành phố. Mumbai cũng có ba con sông nhỏ chảy trong thành phố và bắt nguồn từ khu Vườn quốc gia. Bờ biển của Mumbai bị ăn lõm bởi nhiều lạch và vịnh. Bờ biển của các đảo Salsette được bao phủ bởi nhiều đầm lầy đước, phong phú về đa dạng sinh học. Bờ biển phía Tây có hai bãi biển gọi là bãi Juhu và bãi Chowpatty.
Đất bao phủ khu vực thành phố phần lớn là cát do vị trí của thành phố gần biển. Ở các vùng ngoại ô, đất bao phủ chủ yếu là đất phù sa và nhiều mùn. Các lớp đá nằm dưới thành phố bao gồm các tầng basalt đen Deccan và sự khác nhau về độ axit và ba-dơ có niên đại từ cuối kỷ nguyên Cretaceous và đầu kỷ nguyên Eocene eras. Mumbai nằm trên một khu vực hoạt động địa chấn do sự hiện diện của ba đường phay đứt ở khu vực phụ cận. Khu vực này được xếp vào khu vực Vùng III, có nghĩa có thể xảy ra một trận động đất có cường độ 6,5 Richter.
Mumbai được phân loại là một đô thi của Ấn Độ, dưới quyền quản lý của Hội đồng thành phố BrihanMumbai. Nó bao gồm hai vùng riêng biệt: nội thành và ngoại thành, tạo nên hai quận của bang Maharashtra. Khu vực thành phố thường được gọi là Thành phố đảo.

## Khí hậu
Khí hậu của thành phố, nằm ở trong vùng nhiệt đới, và gần Biển Ả Rập, có thể đại khái chia ra hai mùa: mùa ẩm và mùa khô. Mùa ẩm rơi vào giữa tháng 3 và tháng 10 với độ ẩm cao và nhiệt độ hơn 30 °C (86 °F). Mưa gió mùa rơi vào giữa tháng 6 và tháng 9 và cung cấp phần lớn lượng mưa hàng năm của thành phố là 2.200 mm (85 inches). Lượng mưa trung bình hàng năm ghi nhận được là 3.452 mm (135.89 inches) năm 1954. lượng mưa cao nhất ghi nhận được trong một ngày là 944 mm (37.16 inches) on ngày 26 tháng 7 năm 2005.
Mùa khô rơi vào giữa tháng 11 và tháng giêng có đặc trưng có độ ẩm và thời tiết mát mẻ ấm áp ôn hòa. Gió bắc lạnh tạo ra các đợt lạnh nhẹ vào tháng giêng và tháng 2. Nhiệt độ hàng năm chênh lệch trong khoảng cao nhất 38 °C (100 °F) và thấp nhất 11 °C (52 °F). Nhiệt độ cao nhất kỷ lục là 43,3 °C (110 °F) và thấp kỷ lục là 7,4 °C (45 °F) on ngày 22 tháng 1 năm 1962. Nhiệt độ trung bình hàng tháng của Mumbai vào giữa mùa Hè (tháng 5) là 33 °C (91 °F) & giữ tháng mùa Đông (tháng giêng) rơi xuống 19 °C (67 °F). Do kiểu thời tiết và độ ẩm và kiểu thời tiết chung như thế này, con người không phải gánh gchịu bất kỳ sự cực đoan nào của thời tiết trừ gió mùa trong một vài trường hợp – ví dụ lũ lụt.
| Dữ liệu khí hậu của Mumbai (Sân bay quốc tế Chhatrapati Shivaji)                                    | Dữ liệu khí hậu của Mumbai (Sân bay quốc tế Chhatrapati Shivaji) | Dữ liệu khí hậu của Mumbai (Sân bay quốc tế Chhatrapati Shivaji) | Dữ liệu khí hậu của Mumbai (Sân bay quốc tế Chhatrapati Shivaji) | Dữ liệu khí hậu của Mumbai (Sân bay quốc tế Chhatrapati Shivaji) | Dữ liệu khí hậu của Mumbai (Sân bay quốc tế Chhatrapati Shivaji) | Dữ liệu khí hậu của Mumbai (Sân bay quốc tế Chhatrapati Shivaji) | Dữ liệu khí hậu của Mumbai (Sân bay quốc tế Chhatrapati Shivaji) | Dữ liệu khí hậu của Mumbai (Sân bay quốc tế Chhatrapati Shivaji) | Dữ liệu khí hậu của Mumbai (Sân bay quốc tế Chhatrapati Shivaji) | Dữ liệu khí hậu của Mumbai (Sân bay quốc tế Chhatrapati Shivaji) | Dữ liệu khí hậu của Mumbai (Sân bay quốc tế Chhatrapati Shivaji) | Dữ liệu khí hậu của Mumbai (Sân bay quốc tế Chhatrapati Shivaji) | Dữ liệu khí hậu của Mumbai (Sân bay quốc tế Chhatrapati Shivaji) |
| Tháng                                                                                               | 1                                                                | 2                                                                | 3                                                                | 4                                                                | 5                                                                | 6                                                                | 7                                                                | 8                                                                | 9                                                                | 10                                                               | 11                                                               | 12                                                               | Năm                                                              |
| --------------------------------------------------------------------------------------------------- | ---------------------------------------------------------------- | ---------------------------------------------------------------- | ---------------------------------------------------------------- | ---------------------------------------------------------------- | ---------------------------------------------------------------- | ---------------------------------------------------------------- | ---------------------------------------------------------------- | ---------------------------------------------------------------- | ---------------------------------------------------------------- | ---------------------------------------------------------------- | ---------------------------------------------------------------- | ---------------------------------------------------------------- | ---------------------------------------------------------------- |
| Cao kỉ lục °C (°F)                                                                                  | 37.1 (98.8)                                                      | 39.6 (103.3)                                                     | 41.7 (107.1)                                                     | 42.2 (108.0)                                                     | 41.0 (105.8)                                                     | 37.1 (98.8)                                                      | 34.8 (94.6)                                                      | 33.5 (92.3)                                                      | 36.4 (97.5)                                                      | 37.9 (100.2)                                                     | 37.4 (99.3)                                                      | 39.8 (103.6)                                                     | 42.2 (108.0)                                                     |
| Trung bình ngày tối đa °C (°F)                                                                      | 30.7 (87.3)                                                      | 31.2 (88.2)                                                      | 32.5 (90.5)                                                      | 33.0 (91.4)                                                      | 33.3 (91.9)                                                      | 32.1 (89.8)                                                      | 30.0 (86.0)                                                      | 29.6 (85.3)                                                      | 30.4 (86.7)                                                      | 33.2 (91.8)                                                      | 33.5 (92.3)                                                      | 32.0 (89.6)                                                      | 31.8 (89.2)                                                      |
| Tối thiểu trung bình ngày °C (°F)                                                                   | 16.8 (62.2)                                                      | 17.8 (64.0)                                                      | 21.0 (69.8)                                                      | 23.9 (75.0)                                                      | 26.3 (79.3)                                                      | 26.0 (78.8)                                                      | 24.9 (76.8)                                                      | 24.7 (76.5)                                                      | 24.3 (75.7)                                                      | 23.4 (74.1)                                                      | 20.9 (69.6)                                                      | 18.6 (65.5)                                                      | 22.4 (72.3)                                                      |
| Thấp kỉ lục °C (°F)                                                                                 | 7.4 (45.3)                                                       | 8.5 (47.3)                                                       | 13.8 (56.8)                                                      | 16.9 (62.4)                                                      | 20.2 (68.4)                                                      | 19.8 (67.6)                                                      | 21.2 (70.2)                                                      | 19.4 (66.9)                                                      | 20.7 (69.3)                                                      | 16.7 (62.1)                                                      | 13.3 (55.9)                                                      | 10.6 (51.1)                                                      | 7.4 (45.3)                                                       |
| Lượng mưa trung bình mm (inches)                                                                    | 0.6 (0.02)                                                       | 1.3 (0.05)                                                       | 0.2 (0.01)                                                       | 0.7 (0.03)                                                       | 12.5 (0.49)                                                      | 523.1 (20.59)                                                    | 799.7 (31.48)                                                    | 529.7 (20.85)                                                    | 312.3 (12.30)                                                    | 55.8 (2.20)                                                      | 16.8 (0.66)                                                      | 5.3 (0.21)                                                       | 2.258 (88.90)                                                    |
| Số ngày mưa trung bình                                                                              | 0.1                                                              | 0.1                                                              | 0.0                                                              | 0.1                                                              | 0.7                                                              | 14.5                                                             | 23.2                                                             | 21.4                                                             | 14.4                                                             | 3.0                                                              | 1.0                                                              | 0.4                                                              | 78.9                                                             |
| Độ ẩm tương đối trung bình (%)                                                                      | 69                                                               | 67                                                               | 69                                                               | 71                                                               | 70                                                               | 80                                                               | 86                                                               | 86                                                               | 83                                                               | 78                                                               | 71                                                               | 69                                                               | 75                                                               |
| Số giờ nắng trung bình tháng                                                                        | 269.5                                                            | 257.6                                                            | 274.3                                                            | 283.7                                                            | 296.2                                                            | 148.6                                                            | 73.4                                                             | 75.9                                                             | 165.1                                                            | 240.2                                                            | 245.8                                                            | 253.2                                                            | 2.583,5                                                          |
| Nguồn 1: India Meteorological Department (trung bình vào 1961–1990, record high and low up to 2010) |                                                                  |                                                                  |                                                                  |                                                                  |                                                                  |                                                                  |                                                                  |                                                                  |                                                                  |                                                                  |                                                                  |                                                                  |                                                                  |
| Nguồn 2: NOAA (nắng, độ ẩm 1971–1990)                                                               |                                                                  |                                                                  |                                                                  |                                                                  |                                                                  |                                                                  |                                                                  |                                                                  |                                                                  |                                                                  |                                                                  |                                                                  |                                                                  |

## Kinh tế

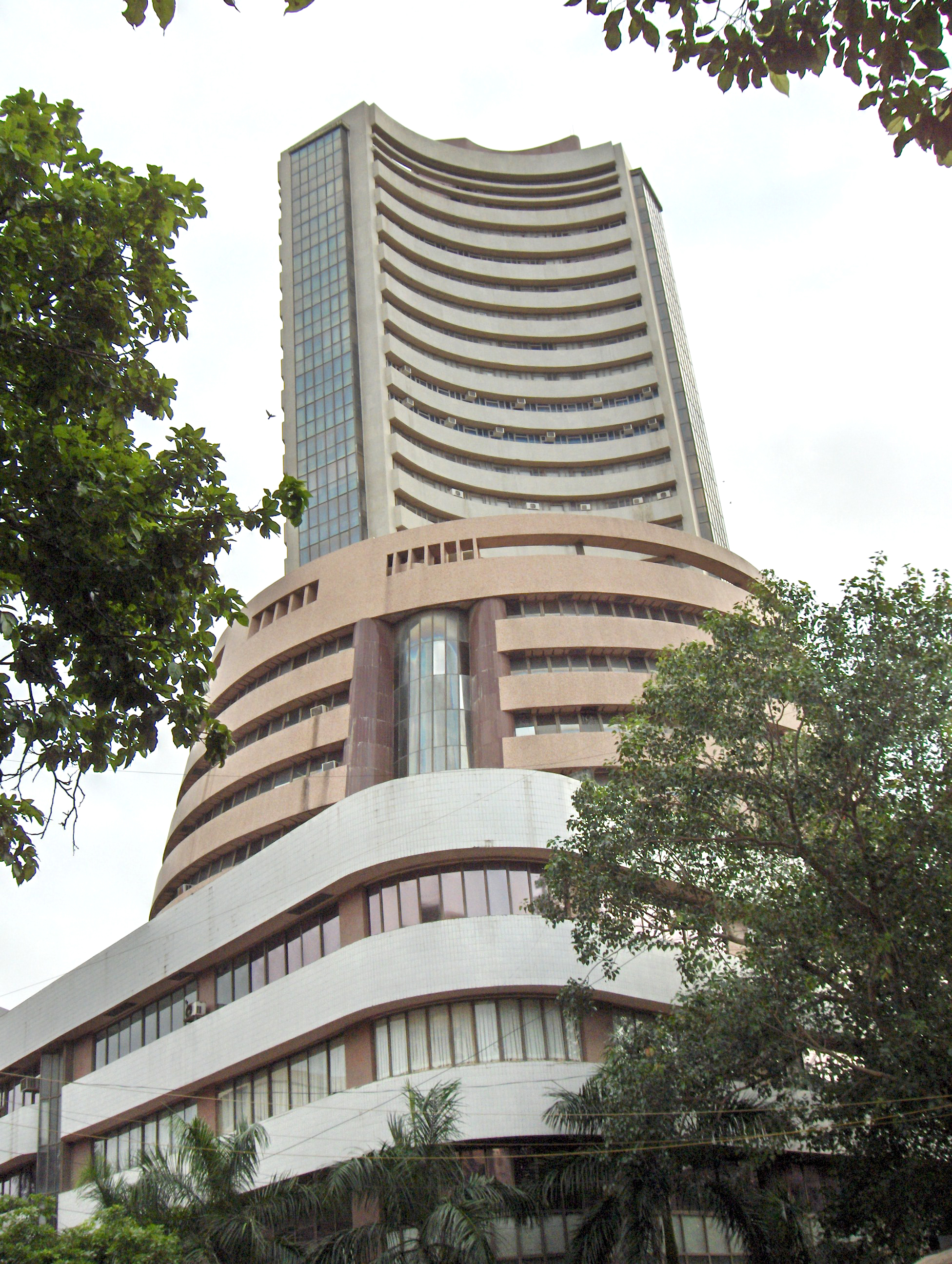
Sở giao dịch chứng khoán Bombay

Quần thể Hiranandani ở Powai là một khu vực upmarket ở vùng ngoại ô phía Bắc

Mumbai đóng góp 10% số lượng việc làm tại nhà máy, 40% thuế thu nhập, 60% thuế hải quan, 20% thuế môn bài, 40% kim ngạch ngoại thương và 9 tỷ USD thuế kinh doanh của Ấn Độ. Nhiều định chế tài chính Ấn Độ có trụ sở tại trung tâm Mumbai, bao gồm Sở giao dịch Chứng khoán Mumbai, Ngân hàng Dự trữ Ấn Độ, Sở giao dịch Chứng khoán quốc gia Ấn Độ, Xưởng đúc tiền quốc gia, và nhiều tập đoàn kinh tế lớn (bao gồm Tata và Reliance). Nhiều ngân hàng nước ngoài và các thể chế tài chính cũng có chi nhánh tại khu vực này.
Cho đến thập niên 1980, sự thịnh vượng của Mumbai phần lớn là nhờ các nhà máy dệt và cảng biển. Nhưng từ đó trở đi, nền kinh tế của Mumbai đã được đa dạng hóa với các ngành: kỹ thuật công trình, gọt giũa kim cương, chăm sóc y tế, và công nghệ thông tin. Là một thủ phủ bang, các công sở ở đây cũng là nơi thu hút đang kể lực lượng lao động của Mumbai. Mumbai cũng có một lực lượng đông đảo những người lao động không có tay nghề cao và trung bình làm việc trong các lĩnh vực lao động chân tay như: bán hàng rong, lái taxi, cơ khí và các nghề cổ cồn xanh khác. Cảng và ngành vận tải tàu biển cũng sử dụng nhiều lao động.
Công nghiệp giải trí cũng là một ngành thu hút nhiều lao động và đóng góp đáng kể cho kinh tế Mumbai. Phần lớn các đài truyền hình và các hệ thống vệ tinh lớn, các nhà xuất bản lớn đều đóng trụ sở ở Mumbai. Trung tâm ngành phim ảnh tiếng Hindi, hay thường gọi là Bollywood, nằm ở Mumbai với các xưởng phim và các hãng sản xuất phim ảnh.
Cùng với cả Ấn Độ, Mumbai -thủ đô thương mại của Ấn Độ- đã có sự bùng nổ kinh tế kể từ khi tự do hoá năm 1991. Ngành tài chính phát triển nhảy vọt từ thập niên 1990 cùng với các ngành công nghệ thông tin, dịch vụ. Tầng lớp trung lưu ở Mumbai là tầng lớp được lợi nhất của đợt bùng nổ kinh tế này và đồng thời cũng là lực lượng tạo ra sự bùng nổ tiêu dùng của Mumbai.

## Quản lý hành chính
Thành phố này do Hội đồng thành phố Brihanmumbai (BMC) quản lý (trước đây là Hội đồng thành phố Bombay), với quyền chấp hành được giao cho Cao ủy thành phố, là một quan chức ngành hành chính Ấn Độ được chính quyền bang bổ nhiệm. Hội đồng này bao gồm 227 ủy viên hội đồng được bầu cử trực tiếp đại diện cho 24 quận, 5 ủy viên hội đồng được chỉ định và một người giữ chức thị trưởng. BMC chịu trách nhiệm quản lý các nhu cầu về hạ tầng và công dân đô thị. Một người Phó cao ủy giám sát mỗi quận cho mục đích hành chính. Hầu như tất cả các đảng chính trị bang đều đưa ứng cử viên tham gia bầu cử chọn các ủy viên hội đồng.
Vùng đô thị tạo thành hai quận của Maharashtra, mà mỗi quận dưới sự quản lý của một Người phục trách thu thuế Quận (District Collector). Các người phụ trách thu thuế quận này đảm trách việc hồ sơ tài sản và thu ngân khố cho Chính phủ Liên bang, và giám sát các cuộc bầu cử quốc gia tổ chức ở trong thành phố.
Cảnh sát Mumbai do một Cao ủy Cảnh sát lãnh đạo, cao ủy cảnh sát này là một quan chức của IPS. Sở Cảnh sát Mumbai thuộc Bộ Nội vụ Bang. Thành phố được chia ra 7 vùng cảnh sát và 17 vùng cảnh sát giao thông, mỗi vùng do một Phó Cao ủy lãnh đạo. Cảnh sát giao thông là một cơ quan bán tự trị thuộc Sở Cảnh sát Mumbai.
Mumbai là nơi có Tòa án Tối cao Mumbai, là cơ quan thi hành quyền hạn tư pháp trên toàn bang Maharashtra và Goa, và Các lãnh thổ Liên hiệp Daman và Diu và Dadra và Nagar Haveli. Mumbai cũng có hai tòa cấp dưới là Tòa án Tiểu điều khoản (Small Causes Court) xử các vụ việc dân sự, và Tòa án Khai đình (Sessions Court) for criminal cases.
Thành phố bầu 6 nghị sĩ vào Lok Sabha và 34 nghị sĩ vào Quốc hội Bang Maharashtra 

## Giao thông

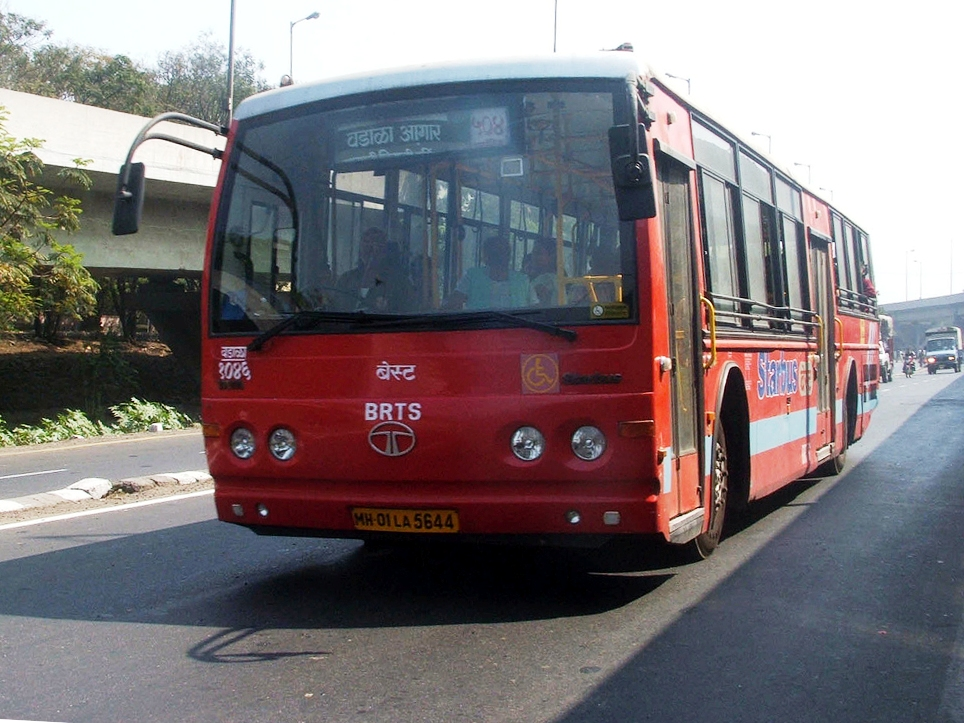
xe bus BEST tạo thành một phần không thể tách rời của hệ thống vận tải thành phố.

Phần lớn dân Mumbai sử dụng giao thông công cộng từ nhà đi làm và ngược lại do thiếu các bãi đậu xe, tắc nghẽn giao thông và nhìn chung là tình trạng đường sá tồi tệ trong thời gian gió mùa. Thành phố là nơi có trụ sở của hai bộ phận đường sắt – Đường sắt Trung tâm (CR) đóng trụ sở tại Ga cuối Chatrapati Shivaji (trước đây gọi là Ga cuối Victoria), và Đường sắt phía Tây (WR) đóng trụ sở ở gần Churchgate. Xương sống của giao thông thành phố, Đường sắt Ngoại ô Mumbai, bao gồm 3 mạng lưới riêng biệt chạy theo chiều dài thành phố, theo hướng Bắc-Nam. Tuyến Đường sắt phía Tây chạy dọc theo vùng phía Tây của thành phố còn tuyến Đường sắt Trung tâm bao trùm phần lớn các phần trung tâm và Đông Bắc của thành phố. Cả hai tuyến tỏa ra các vùng ngoại vi, mỗi tuyến có chiều dài một chiều khoảng 125 km. Tuyến Bến cảng là một nhánh của tuyến Đường sắt Trung tâm, với một độ dài 54 km dọc theo phần Tây-Nam của thành phố, gần các bến cảng và mở rộng vào Navi Mumbai (Bombay Mới). Mumbai được Đường sắt Ấn Độ kết nối tốt với phần lớn các nơi trong Ấn Độ.
Xe bus công cộng được quản lý bởi BEST (một đơn cơ quan tự chủ thuộc BMC) bao quát hầu như tất cả các nơi trong vùng đô thị cũng như các địa điểm cử Navi Mumbai và Thane. Xe buýt được sử dụng cho việc đi lại các tuyến ngắn và trung còn tàu hỏa thì có giá vé tiết kiệm hơn cho các tuyến đường dài. Đội tàu hỏa của BEST bao gồm các xe bus một tầng, 2 tầng và xe có điều hòa nhiệt độ.

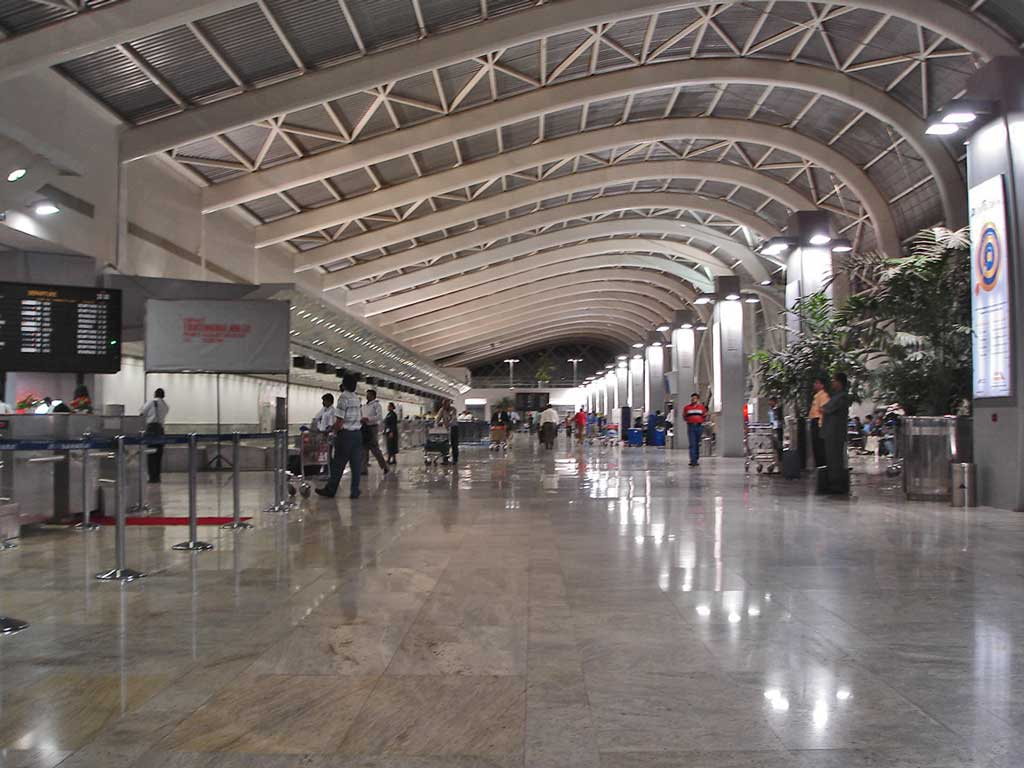
Sân bay Mumbai

Xe taxi màu đen và màu vàng có đồng hồ, được chở đến 4 khách cùng hành lý, bao quát khắp vùng đô thị. Xe tuk-tuk ([Auto rickshaw) chỉ được phép hoạt động ở các khu vực ngoại ô, là loại xe vận tải thuê ở đây. Các xe tuk-tuk (trông giống như xe lam) 3 bánh này có 3 bánh và có thể chở đến ba khách
Sân bay quốc tế Chhatrapati Shivaji (trước đây gọi là, Sân bay quốc tế Sahar) của Mumbai là sân bay bận rộn nhất ở Ấn Độ, phục vụ vận tải hành khách và hàng hóa bằng đường hàng không. Nhà ga hàng không Andheri phục vụ các chuyến bay quốc tế còn Nhà ga Santacruz phục vụ các chuyến bay nội địa. Sân bay Juhu đã là sân bay đầu tiên của Ấn Độ và hiện nay là nơi đăng cai một câu lạc bộ bay và một sân bay trực thăng.
Với địa hình duy nhất của mình, Mumbai có một trong những bến cảng tự nhiên tốt nhất thế giới, phục vụ 50% lượng khách của cả nước và phần nhiều hàng hóa vận tải đường thủy của Ấn Độ. Đây cũng là một căn cứ quan trọng của Hải quân Ấn Độ. Phà từ Bến phà cho phép đi đến các đảo và các bãi biển trong khu vực với giá rẻ.

## Các dịch vụ tiện ích
Hội đồng Thành phố Mumbai (BMC) cung cấp nước uống cho thành phố, phần lớn được khai thác từ các hồ Tulsi và Vihar, cũng như các hồ xa về phía Bắc. Nước được lọc tại Bhandup, là nhà máy lọc nước lớn nhất châu Á. BMC cũng chịu trách nhiệm bảo dưỡng đường sá và thu gom rác thải trong thành phố. Hầu như tất cả số lượng rác thải 7800 tấn mỗi ngày của Mumbai đều được chở đến các bãi thải ở Gorai nằm ở Tây Bắc, và Deonar ở phía Đông. Việc xử lý nước cống được tiến hành ở Worli,Bandra và Mumbai
Điện được cung cấp bởi: BEST ở trong thành phố, và bởi Reliance Energy, Tata, và Mahavitaran (Công ty TNHH Phân phối Điện Bang Maharashtra) ở các vùng ngoại ô. Phần lớn điện của thành phố lấy từ thủy điện và máy điện nguyên tử. Công ty cung cấp dịch vụ điện thoại lớn nhất là công ty quốc doanh MTNL, là công ty đã độc quyền cung cấp dịch vụ điện thoại cố định và di động cho đến năm 2000 và hiện đang cung cấp dịch vụ điện thoại cố định, di động cũng như WLL. Vùng phủ sóng điện thoại di động rộng rãi và nhà cung cấp dịch vụ chính là Hutch, Airtel, BPL group, Reliance Infocomm và Tata Indicom. Cả hai công nghệ di động GSM và CDMA đều có sẵn ở thành phố. Việc sử dụng Internet băng thông rộng đang gia tăng ở thành phố với các công ty cung cấp dịch vụ dẫn đầu là MTNL và Tata.

## Thông tin nhân khẩu

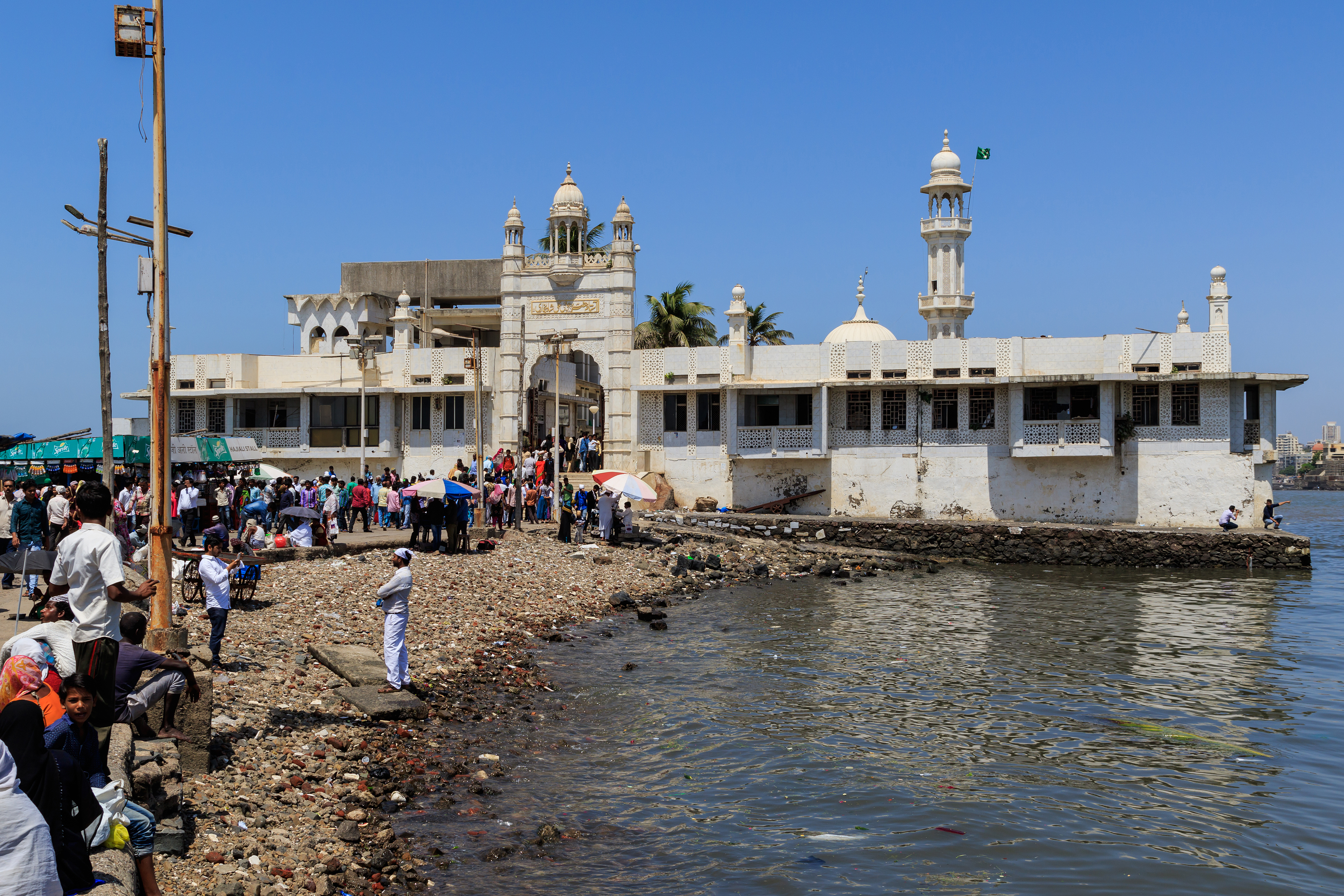
Haji Ali Dargah là một công trình nổi tiếng ở Mumbai

Theo điều tra dân số năm 2001, dân số Mumbai là 11.914.398 người, Theo cuộc điều tra do World Gazetteer tiến hành năm 2008, Mumbai có dân số 13.662.885 người and the Mumbai Metropolitan Area has a population of 20,870,764. Mật độ dân số ước tính khoảng 22.000 người trên mỗi ki-lô-mét vuông. Tỷ lệ biết chữ của dân thành phố này là trên 86%, cao hơn mức trung bình của toàn Ấn Độ.
Cơ cấu tôn giáo ở Mumbai gồm đạo Hindu (67,39%), đạo Hồi (18,56%), đạo Phật (5,22%), đạo Jain (3,99%) và Thiên Chúa giáo (3,72%), còn lại là đạo Sikh và đạo Parsi. Cơ cấu dân số và ngôn ngữ gồm: người Maharashtria (53%), người Gujaratis (22%), người Bắc Ấn Độ (17%), người Tamil (3%), người Sindhi (3%), người Tuluva/người Kannadiga (2%) và các dân tộc khác. Cơ cấu dân tộc đa dạng do các cộng đồng dân cư từ khắp Ấn Độ đã đến định cư ở đây. Thành phố này cũng thu hút một số lượng người nước ngoài đến kinh doanh.
Đối với một đô thị có quy mô lơn như thế nhưng Mumbai có một tỷ lệ tội phạm vừa phải.. Mumbai đã ghi nhận được 27.577 vụ tội phạm năm 2004, giảm 11% từ mức 30.991 năm 2001. Nhà tù chính của thành phố này là Arthur Road Jail.
Mumbai có một bộ phận lớn dân biết nhiều thứ tiếng giống như các thành phố khác ở Ấn Độ. Marathi, ngôn ngữ chính thức của Maharashtra được nói rộng rãi. Các ngôn ngữ khác được nói tại đây là Hindi và tiếng Anh. Một kiểu nói thông tục của tiếng Hindi, được gọi là Bambaiya – một sự pha trộn của tiếng Marathi, Hindi, tiếng Anh Ấn Độ và một số từ thông tục được pha trộn được sử dụng ngoài phố. Tiếng Anh được nói rộng rãi và là ngôn ngữ chính của lực lượng cổ cồn trắng của thành phố.
Giống như nhiều thành phố lớn khác ở thế giới đang phát triển, Mumbai phải gánh chịu các vấn đề tương tư của quá trình đô thị hóa lớn nảy sinh ở các thành phố lớn ở các nước đang phát triển — sự nghèo khó phổ biến và tình trạng chăm sóc y tế kém, nạn thất nghiệp, mức giáo dục và trình độ thị dân của bộ phận lớn dân số. Với không gian thành phố có hạn, dân Mumbai thường phải sống trong các khu nhà tù túng, đắt đỏ, thường xa nơi làm việc và do đó cần đi làm bằng các tuyến xe tháng có điểm trung chuyển đông nghẹt người hay các tuyến đường kẹt cứng xe cộ. Theo tuần báo Business Week, khoảng 43% dân số sống ở các khu ổ chuột và các vành đai ổ chuột của thành phố. Mặc dù mại dâm là bất hợp pháp ở Ấn Độ, Mumbai có một số lượng dân số lớn là những người làm nghề bán dâm, ước tính hơn 100.000 người. Sự thịnh hành cao của HIV trong những người hành nghề mại dâm nữ (mức không đổi trên 50% kể từ năm 1993

## Dân cư và Văn hóa
Một người dân của Mumbai trong tiếng Anh gọi là một Mumbaikar, hay Bombayite (người Mumbai). Nhiều người dân thích ở gần các ga tàu hỏa lớn để tiện đi làm do một lượng thời gian đáng kể phải mất cho việc đi lại hàng ngày. Do đó, nhiều người sống theo kiểu sống nhanh, với rất ít thời gian dành cho các hoạt động xã hội. Dân Mumbai cử hành các lễ hội Ấn Độ và phương Tây với sự phô trương ầm ỹ.
Vùng đô thị có hương vị thức ăn nhanh lề đường, bao gồm các món vada pav (bánh mì lên men tách đôi ra, với bánh bao chiên kẹp giữa), panipuri (bánh xèo với xốt me và đậu lăng), pav bhaji (bánh mì lên men ăn kèm rau xào), sandwich (bánh mì kẹp trắng với bơ và xốt cà chua (Chutney) nóng, khoai tây, hành, dưa leo và beatroot) và bhelpuri (hỗn hợp cơm xốp), còn ẩm thực Nam Ấn Độ thực phẩm Trung Hoa cũng phổ biến. Cư dân thành phố này có gu ẩm thực, âm nhạc, phi, ảnh và văn học cả Ấn Độ và quốc tế độc nhất vô nhị. Năm 2004, Mumbai đã nhận được các giải thưởng bảo tồn di sản từ UNESCO.
Mumbai là cái nôi sinh ra điện ảnh Ấn Độ (Dadasaheb Phalke đã đặt nền móng bằng những bộ phim câm và theo chúng là những bộ phim Marathi của ông), với sự truyền bá phim ảnh ở đây vào đầu thế kỷ 20. Mumbai cũng có một số lượng lớn các rạp chiếu phim, bao gồm nhà hát mái vòm chiếu phim lớn nhất thế giới IMAX, trình chiếu các bộ phim chủ đạo của Bollywood, Marathi và Hollywood. Nhiều lễ hội phim được mọi người háo hức tham gia quanh năm.
Ngoài phục vụ cho những người mê điện ảnh, thành phố có một truyền thống kịch nghệ cả bằng tiếng Anh và các ngôn ngữ địa phương phát đạt. Nghệ thuật đương đại được trưng bày tốt ở các phòng trưng bày nghệ thuật do nhà nước bảo trợ và các phòng trưng bày tư nhân. Nhà nước bảo trợ kinh phí cho các gallery: Phòng trưng bày Nghệ thuật Jehangir và Phòng trưng bày Nghệ thuật hiện đại Quốc gia. Được xây dựng năm 1833, Hiệp hội châu Á Bombay là thư viện công cộng cổ nhất thành phố. Thành phố này cũng có phần lớn các tòa nhà cao nhất.
Mumbai có 6 thành phố kết nghĩa (con số tối đa được chính phủ Ấn Độ cho phép). Các thành phố kết nghĩa của Mumbai là: Berlin, London, Los Angeles, Saint Petersburg, Stuttgart và Yokohama.

## Các phương tiện truyền thông
Mumbai có nhiều ấn bản báo chí, nhiều đài phát thanh và truyền hình; các tờ báo bằng tiếng Anh xuất bản và bán ở Mumbai có Times of India, Mid-day, DNA, Hindustan Times, Mumbai Mirror and Indian Express. Các tờ báo Marathi bao gồm Loksatta, Sakaal và Maharashtra Times. Ngoài các tờ báo này ra còn có nhiều tờ báo khác được in bằng các ngôn ngữ Ấn Độ khác. Mumbai cũng là nơi có tờ báo cổ nhất Ấn Độ, tờ Bombay Samachar, một tờ báo được xuất bản bằng tiếng Anh và tiếng Gujarati kể từ năm 1822. Bombay Durpan-the first Marathi newspaper was started by Jambhekar in Mumbai on 1832.
Đài truyền hình quốc gia Doordarshan cung cấp 2 kênh mặt đất miễn phí còn 3 mạng lưới truyền hình cáp chính phục vụ phần lớn các hộ gia đình. Zee Marathi, DD Sahyadri, Zee TV, Star plus các kênh tin tức là các kênh truyền hình phổ biến. Truyền hình vệ tinh (DTH) vẫn chưa nhận được sự chấp nhận rộng rãi do phí lắp đặt cao. Các hộ gia đình ở Mumbai bắt được hơn 100 kênh truyền hình cáp, và đại bộ phận các kênh này được sản xuất để phục vụ cho quần chúng biết nhiều thứ tiếng của thành phố này. Thành phố này cũng là trung tâm của nhiều tập đoàn truyền thông quốc tế với nhiều kênh tin tức và ấn bản phẩm hiện diện lớn ở đây.
Có 9 đài phát thanh ở Mumbai, với 6 đài phát bằng băng tần FM, và các đài All India Radio phát bằng băng tần AM.

## Giáo dục
Các trường học ở Mumbai hoặc là "các trường thành phố" (do BMC quản lý) hay các trường tư thục (do các tổ hợp (trust) và các cá nhân quản lý) và thường được chính quyền trợ giúp. Đại đa số dân thích trường tư hơn vì các trường tư có cơ sở vật chất tốt hơn và sử dụng tiếng Anh làm ngôn ngữ giảng dạy chính. Tất cả các trường tư là hội viên của Ban SSC của bang Maharashtra hoặc các ban Bằng cấp Giáo dục Trung học Ấn Độ (ICSE) và Ban Trung ương Giáo dục Phổ thông Trung học (CBSE) toàn Ấn Độ. Nhu cầu học đặc biệt cao đối với các trường thuộc hội viên của ICSE và CBSE, và đối với những trường do các nữ tu viện hoặc các trường thuộc thầy tu dòng Tên. Các trường công du chính phủ điều hành thiết nhiều trang thiết bị nhưng là lựa chọn duy nhất cho các cư dân nghèo hơn không có khả năng nhập học các trường tư đắt đỏ hơn.
Theo kế hoạch 10+2+3, học sinh mất 10 năm học phổ thông, sau đó 2 năm vào các Trường cao đẳng 2 năm đầu (Junior College), nơi họ lựa chọn theo ba ngành: nghệ thuật, thương mại hoặc khoa học. Tiếp theo là một khóa đại học tổng hợp ở lĩnh vực học hay một khóa chuyên nghiệp như luật, kỹ thuật, y khoa. Phần lớn các trường cao đẳng ở thành phố là hội viên của Đại học Mumbai, một trong những trường đại học lớn nhất thế giới về mặt tỷ lệ tốt nghiệp. Viện Công nghệ Ấn Độ, Mumbai, là một trong những trường kỹ thuật hàng đầu của Ấn Độ và Đại học Nữ SNDT là những trường đại học khác tại Mumbai.
Mumbai cũng là nơi có hai viện nghiên cứu quan trọng của Ấn Độ: Viện Nghiên cứu Cơ bản Tata (TIFR), và Trung tâm Nghiên cứu Nguyên tử Bhabha (BARC).

## Thể thao

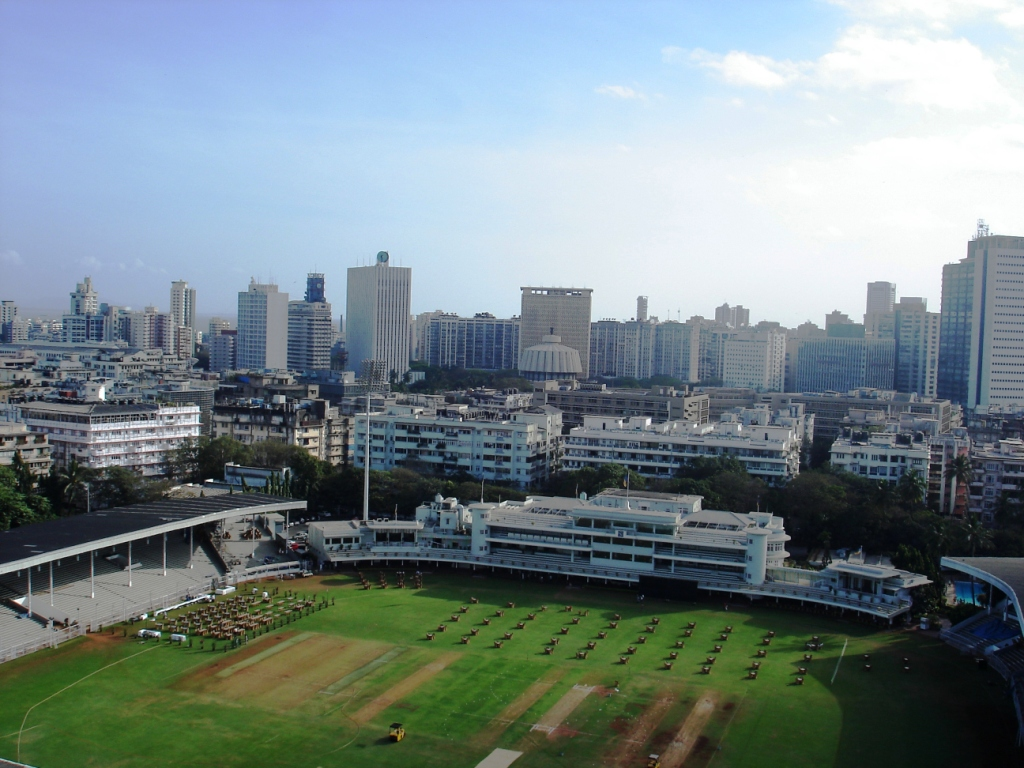
Sân vận động Brabourne tổ chức cricket, môn thể thao phổ biến nhất của Mumbai

Môn cricket là môn thể thao phổ biến nhất của thành phố Mumbai và thường được chơi ở trong các maidan (sân) xung quanh thành phố. Gully cricket, một dạng cải biến của môn cricket, được chơi trong các ngõ hẻm hẹp của thành phố, đặc biệt vào các ngày Chủ Nhật. Mumbai đã sản sinh ra nhiều các vận động viên cricket quốc tế nổi tiếng, và là chủ nhà của Ban Kiểm soát môn cricket ở Ấn Độ (BCCI). Môn cricket quốc tế được đông đảo dân chúng xem và thành phố ngừng hoạt động trên thực tế trong những ngày khi đội cricket Ấn Độ chơi các trận quan trọng. Thành phố có hai sân vận động cricket quan trọng là Sân vận động Wankhede và Sân vận động Brabourne. Đội tuyển cricket Mumbai thuộc loại một trong những đội mạnh ở Ranji Trophy, vòng thi đấu trong nước hạng nhất quốc gia.
Bóng đá là môn thể thao phổ biến thứ hai với những câu lạc bộ chơi vào các đợt gió mùa, khi các môn thể thao ngoài trời khác không thể chơi được. Football World Cup là một trong những sự kiện truyền hình được đông đảo người theo dõi nhất ở Mumbai. Môn thể thao quốc gia Ấn Độ, field hockey, đã sụt giảm mạnh trong những năm gần đây, sụt giảm về độ phổ biến so vơi môn cricket, dù nhiều tuyển thủ Mumbai chơi trong đội tuyển quốc gia.
Các môn thể thao được nhiều chơi khác ở các câu lạc bộ và câu lạc bộ thể thao (gymkhana), và bao gồm tennis, bóng quần, billiards, cầu lông, bóng bàn và golf. Mumbai cũng chơi môn bóng rugby, là một trong số ít các thành phố ở Ấn Độ chơi môn này. Mỗi tháng 2, Mumbai tổ chức các cuộc đua ngựa 3 tuổi ở Trường đua ngựa Mahalaxmi. Dịp này chứng kiến những người ăn mặc đúng mốt tranhg điểm thời thượng. Trong những thời gian gần đây, môn đua xe công thức 1 (Formula 1) đã gây sự chú ý của công chúng. Các môn thể thao khác như bóng chuyền và bóng rổ phần lớn phổ biến ở các trường phổ thông và cao đẳng. Năm 2004, Cuộc đua việt dã Mumbai Marathon, một sự kiện hàng năm được Standard Chartered Bank tài trợ, đã thiết lập một sự cố gắng mang môn thể thao này đến với công chúng Ấn Độ.